# Сіалеєвський Майдан
Сіале́євський Майдан (рос. Сиалеевский Майдан, ерз. Сиалеевский Майдан) — село у складі Кадошкінського району Мордовії, Росія. Входить до складу Пушкінського сільського поселення.
Населення — 74 особи (2010; 180 у 2002).
Національний склад станом на 2002 рік:
- росіяни — 78 %